# لنگرماهی غرب استرالیا
لنگرماهی غرب استرالیا (نام علمی: Psychrolutes occidentalis) نام یک گونه از تیره ماهیان کله‌گنده است.